# Keio Challenger International Tennis Tournament 2007
Il Keio Challenger International Tennis Tournament 2007 è stato un torneo di tennis facente parte della categoria ATP Challenger Series nell'ambito dell'ATP Challenger Series 2007. Il torneo si è giocato a Yokohama in Giappone dal 19 al 25 novembre 2007 su campi in cemento.

## Vincitori

### Singolare
Dudi Sela ha battuto in finale  Takao Suzuki con il punteggio di 6(5)–7, 6–4, 6–2.

### Doppio
Hiroki Kondo /  Gō Soeda hanno battuto in finale  Satoshi Iwabuchi /  Toshihide Matsui con il punteggio di 6(5)–7, 6–3, [11–9].